# たこ直

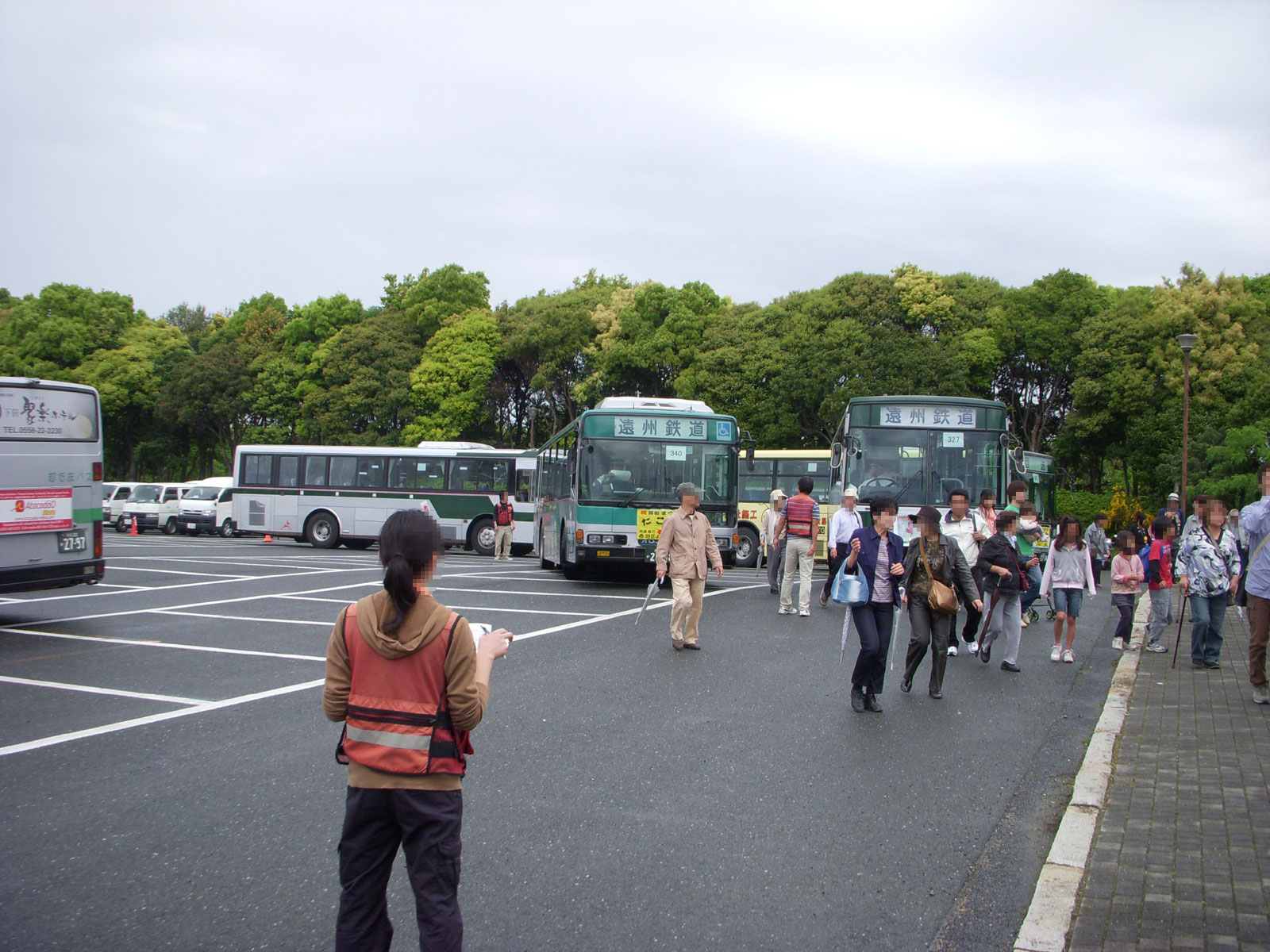
中田島砂丘のたこ直降車場の様子。黄色の幕がついた車両は主要系統からの直通便。2008年5月3日撮影

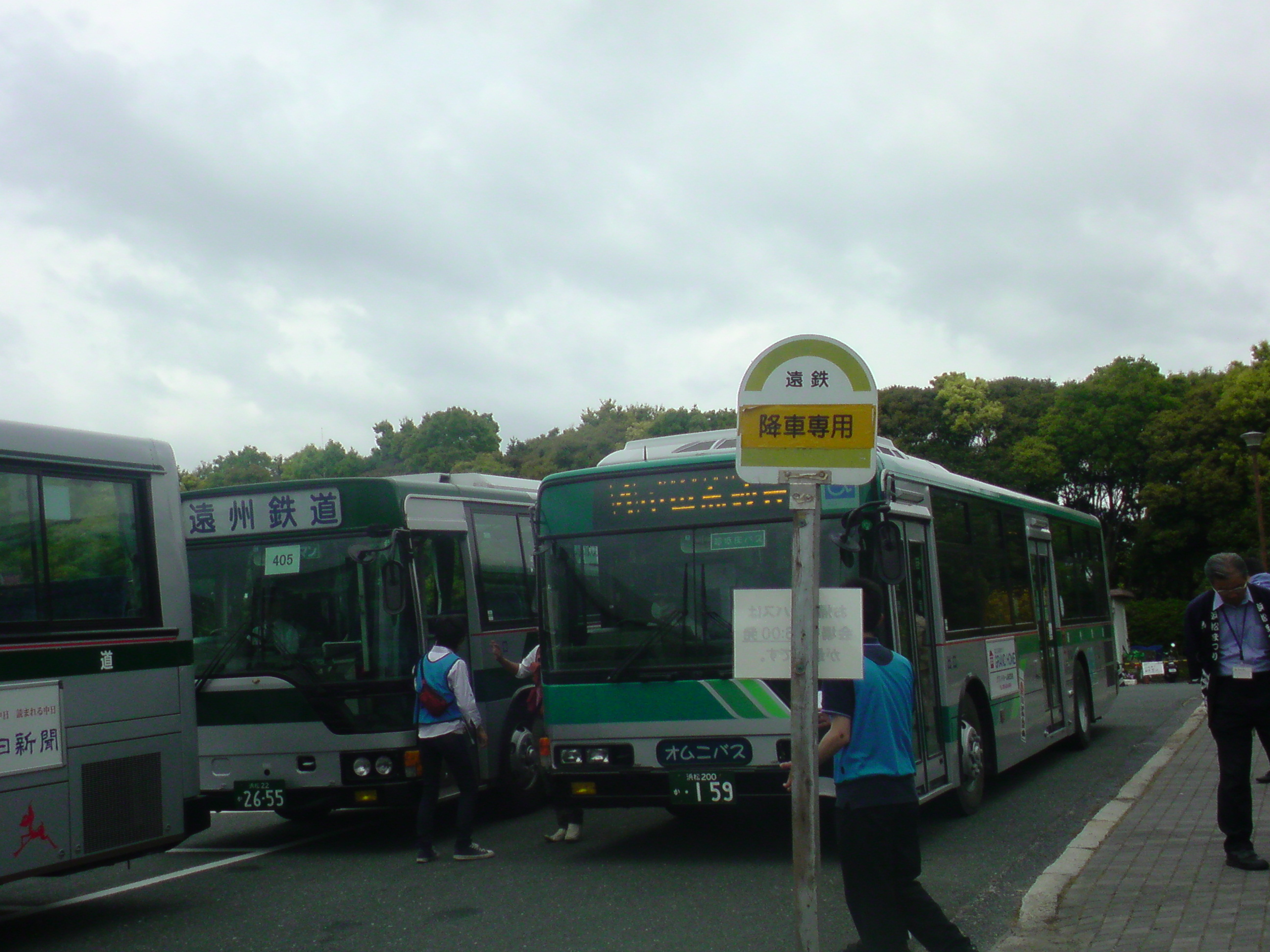
同じく中田島砂丘のたこ直降車場の様子。159号車の様に、路線バスも浜松まつり期間に限り当バス停での下車となる。2009年5月4日撮影

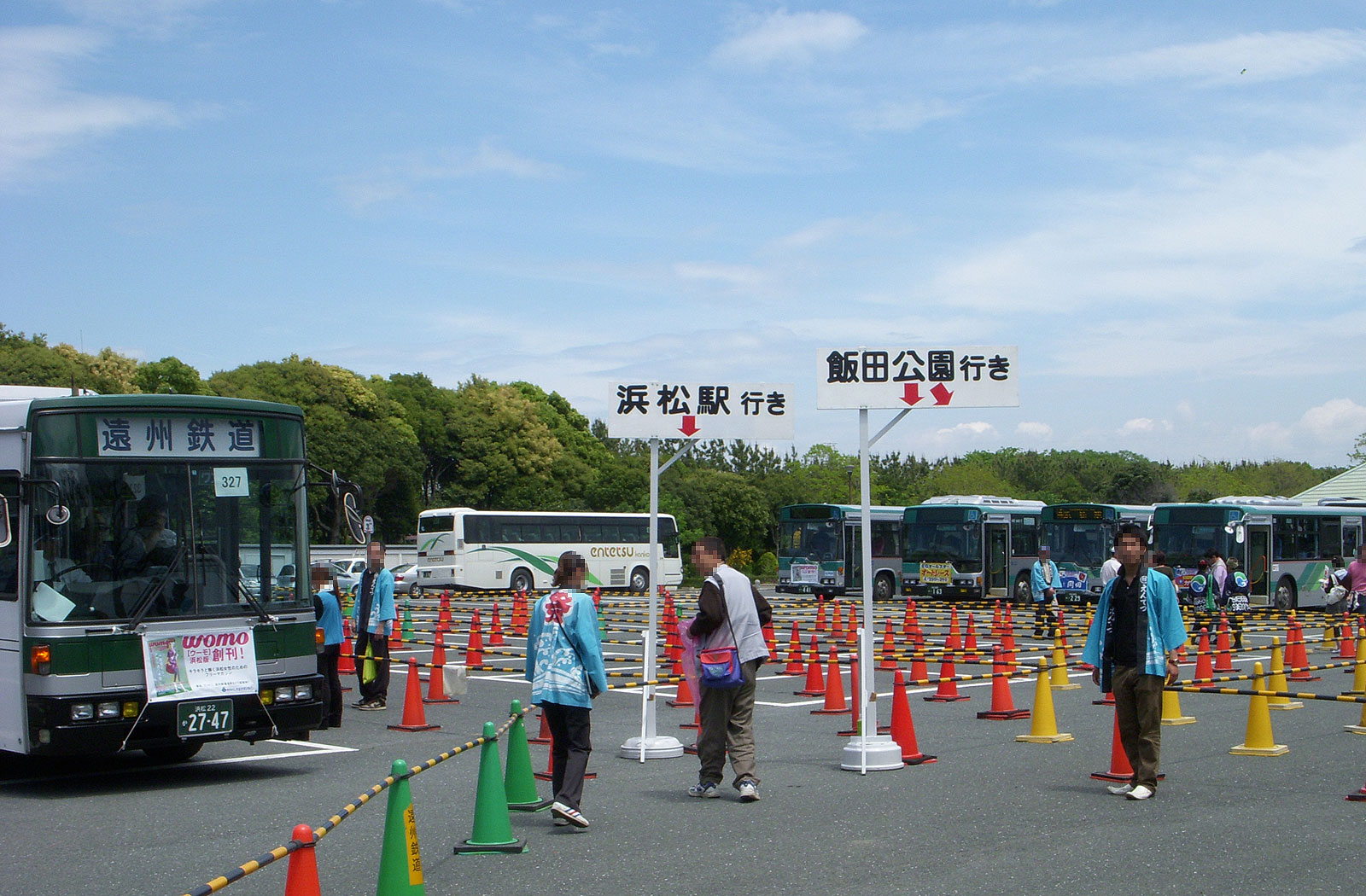
同じく乗車場の様子。水色の法被またはベストを着ているのは遠鉄バスの職員。12時頃の撮影のため利用客はまだ少なく、後方の乗客待機スペースは空いている状態。2008年5月3日撮影

たこ直（たこちょく）とは、浜松市中央区の中田島砂丘で行われる浜松まつりの凧揚げ合戦会場（凧場）への来場者の輸送を目的として、毎年5月3日から5日に遠州鉄道（遠鉄バス）が運行する臨時の路線バスである。
ここでは便宜上、浜松まつりによる遠鉄バスの迂回運転をはじめとする、浜松まつり輸送全般についても述べる。

## 概説
同市中央区の浜松駅付近（浜松駅バスターミナルではなく、砂丘ゆきはアクトシティ南側、浜松駅ゆきは浜松駅南口バス停[ただし会場ゆきとして折り返さずに回送となる便はバスターミナル内]）、同市中央区の飯田公園駐車場（パークアンドライド用）や遠鉄バスの主要路線と、浜松まつりのメインイベントの一つである「凧揚げ合戦」会場（通称:凧場）である同市中央区の中田島砂丘を乗り換え無しで運行する。なお、雨天等で浜松まつり凧揚げ合戦が中止となる場合には運休となる。
中田島砂丘は浜松駅から南へ約5km離れており、まつり期間中は浜松市内はもとより日本各地から見物客が詰めかけ、通常の路線バスでは輸送力が著しく不足するため、以前からこの臨時バスが運行されている。
最近ではマイカー利用の見物客にも対応するため、飯田公園に設置された臨時駐車場からの系統を設定、パークアンドライドを活用した渋滞緩和にも取り組んでいる。
なお、まつり開催中、中田島砂丘へ通じる道路(中田島バイパスなど)の国道一号線以南は浜松まつり関係以外の車両通行が厳しく規制されるため、バスの円滑な運行が確保されている。

## 運行系統
浜松駅系統
浜松駅（アクトシティ浜松南側特設乗り場） - 中田島砂丘（中田島海浜公園内臨時乗り場。通常の停留所とは異なる場所で3つ、3乗り場合わせておよそ20秒に1本）
飯田公園系統
飯田公園（臨時駐車場内特設乗り場） - 中田島砂丘（乗り場は1つ、およそ1分に1本）
主要路線直通系統
朝、各路線→中田島砂丘の直通便があり、その路線の浜松駅以外のバス停で乗車でき、最後のバス停を出ると中田島砂丘まで直通運転となる(中田島砂丘以外は乗車専用)。往路のみで、復路はない(復路は浜松駅系統に乗車し浜松駅で通常の路線に乗り換え)。なお、ザザシティ前を通る系統は道路整備により成子坂の1つ手前のバス停を出ると直接中田島砂丘へ向かう経路に変更された。新型コロナウイルス感染症以降は主要路線直通系統の設定を見合わせている。

## 乗車方法
乗降時間の短縮を図るため、通常の遠鉄路線バスとは異なり運賃先払い方式である。
浜松駅系統・飯田公園系統
- 浜松駅・飯田公園・中田島砂丘臨時のりば手前に臨時切符売り場が有り、先に乗車券を購入する。往復・複数枚購入も可能。乗車カード（ナイスパス、ETカード）での乗車券購入もでき、係員が可搬式の機器で購入額相当を精算処理する。このため、一枚の乗車カードで乗車券を複数枚購入できる。
- 乗車券は乗車口で係員に渡す。
- 乗車券は、浜松駅⇔中田島砂丘と飯田公園⇔中田島砂丘の2種類であるため、往路・復路の区別は無い。
- 乗車券は、その年の5月3日～5日のみ有効。
- 乗車券地紋は、大凧を意識した遠鉄柄の地紋となっている。
- 混雑状況に応じて、立席なし(着席のみ)で発車する場合と、立席定員を含めて(乗客を立たせて)発車する場合がある。
- 浜松駅系統は通常の路線バスと運賃を合わせてある。（他の系統の運賃算出方法も通常路線と同じである。）

主要路線直通系統の場合
乗る時は、前扉から乗車し先に運賃箱に運賃を支払う。降車は前扉・中扉の両扉から可能。降車時は、中扉から降りる場合、整理券も発券されているが、取る必要はない。また、同じく降車時に、ナイスパスを中扉の読み取り機に当ててしまうと、乗車処理がされてしまう。
なお、運賃精算は、本来は券入力（整理券番号01）であるが、現金の場合投入させて強制精算したり、カードの場合も金入力したりする場合がある。

## 使用車輛
路線車が中心だが、状況によっては浜松駅系統・飯田公園系統のみ貸切車も加わる。ツーステップ車が在籍していた当時より超低床バス「オムニバス」も充当されていたが、ツーステップ車輛が優先して充当されていた。
なお、主要路線直通系統は中田島砂丘到着後、浜松駅系統に充当される。

### 方向幕
「遠州鉄道」。但し復路（会場⇒浜松駅）の会場ゆきとして折り返さずに回送となる便は運転手の判断により「[直通] 浜松駅」となる。

### 文字情報装置
路線車の車内にある文字情報装置での表示について説明する。
主要系統からは、次が終点中田島砂丘の時は「 お帰りのバスは 16:00 までとなります。～」といった帰りのバスの案内が出る。降車ボタンを押したあとは「[次は]中田島砂丘」などという表示。終点到着後は「終点 中田島砂丘 です。」。手前のバス停では、通常路線と同じ様にバス停名が表示されるバス停と、中田島砂丘の様に帰りのバスの案内が表示されるバス停がある。可能性はまず無いが、降車ボタンを押した場合は全てバス停名が表示される。
運賃表示機の次バス停表示機では「中田島砂丘」、到着後は「終点 中田島砂丘 です。」。手前のバス停はバス停名が表示される。
直行系統ではデータが入っていないため、浜名湖花博シャトルバスなどと同様、「ご乗車ありがとうございます。」、降車ボタンを押したあとは「[次は]始発」又は「[次は]終点」となる。たまに降車ボタンや整理券発券機など各種装置の電源を切っている場合がある。
バス停札は「1」「2」「3」「4」「降車専用」「臨時バスのりば」のいずれか。数字はのりば番号毎に割り当てられる。
なお、主要系統からの場合、音声合成も使用されるが、終点中田島砂丘の放送では終点の際にのみ流れる「ピンポーン」というチャイムが流れない他、放送にも「終点」という単語は出てこない。但し、データ上は終点のため、終点中田島砂丘の放送が流れた後はアイドリングストップしても音楽が流れない。

### ナイスパスの利用履歴
- 乗車したバス停での「乗務員精算」と表示される。(かじ町から乗車した場合・・・「乗務員精算 ～かじ町 」)
- 始発バス停で乗車した際は、運賃表示器に運賃が表示されないため、金入力又は次のバス停に音声合成を進めた上で券入力となる。ナイスパスの履歴確認では音声合成に合わせて表示される為、1つ進ませて券入力した際は1つ次のバス停となる。(大正坂下発の場合・・・「乗務員精算 ～ごんげんや 」)
- 浜松駅・飯田公園・中田島砂丘から乗車した場合、金額は手入力。ナイスパスの利用履歴では、車輛ナンバー0000・「ハンディ」精算と表示される。

## 浜松まつりに伴う遠鉄バスの迂回運転・短縮運転

### 凧場付近の交通規制による短縮運転
凧場付近は交通規制がなされるが、基本的に路線バスも通行できる。しかし、たこ直乗降場以南、凧場の間近の道路では事実上歩行者天国となる区域・緊急車輛専用となる区域があり、当該区域はバスやタクシーが乗り入れられないため、一部で短縮運転を実施している。なお、雨天等で浜松まつり凧揚げ合戦が中止となる場合には迂回運転・短縮運転は行わず通常運行となる。
- 路線は、4中田島線で、中田島砂丘 - 中田島車庫が運休となり 市役所方面（一部のみ） - 浜松駅 - 中田島砂丘の区間運転となる。
- 方向幕・音声合成は通常のものを使用する。
  - そのため、下りはフロントガラスへの（車外向けの）貼り紙と肉声アナウンスで対応している。上りは音声合成を中田島砂丘まで予め進めた上で運行に入るため、肉声等による案内は無い。
- 実施時間は9:00～17:00。

14・15浅田米津線の中田島車庫系統（前身の19浅田中田島線を含む）が当該時間に運行された年（年により当該時間に中田島車庫系統が無い年も有）には中田島車庫系統のみ米津東・中田島車庫が運休となり浜松駅 - アルラ前の区間便で運行された。しかし、2010年4月1日のダイヤ改正で、浅田米津線が平日数便のみの運行となり、中田島車庫系統も平日早朝の上りのみとなったため消滅した。
2008年までは、5三島江之島線江之島地区でも迂回運転を実施したが、2009年から行われなくなった。

### たこ直運行による交通規制の為の迂回運転
たこ直の浜松駅系統は前述の通りアクトシティ南側に発着するが、これに伴いアクトシティ南側の道路が交通規制となるため(90番台)掛塚さなる台線と91鶴見富塚じゅんかんのそれぞれ上りのみ松江町南を臨時バス停に停車し迂回する。なお、雨天等で浜松まつり凧揚げ合戦が中止となる場合には迂回運転は行わず通常運行となる。
実施時間は9:00～16:00。

### 中心街交通規制による迂回運転
市中練り・市中御殿屋台引き回しにより交通規制がなされるため、大規模に迂回運転を行う。迂回規模としては、2004年まで遠鉄バスで最も規模の大きい迂回で、2005年以降も浜松シティマラソンによる迂回と肩を並べて1、2を争っている。なお、雨天等で浜松まつり市中練り・市中御殿屋台引き回しが中止となる場合には迂回運転は行わず通常運行となる。
- シティマラソンの迂回とは異なり、途中迂回経路は直通運転とはならず、一部の主要バス停に停車する（迂回区間は急行運転となり、全てのバス停に停車する訳ではない）。
- 1ヶ月ほど前から配布物・ポスター・音声合成・LED案内表示などで迂回の周知が行われる。遠鉄バスでは当迂回とシティマラソンによる迂回でのみこの規模の告知が行われる。
- 遠鉄バスの全ての迂回は方向幕・音声合成は通常のものを使用するため、迂回する旨は肉声により案内する。なお、サボや貼り紙等を利用した車外向けの案内はなされない。
- 途中の臨時バス停は本来の経路上のバス停に読み替えて運賃を計算している。
- 広小路は交通規制によりバス・タクシー専用となるため良いが、交通規制の無い六間道路を中心に渋滞が発生し、大幅に遅延することが多い。
- 迂回による遅延の拡大防止のため、浜松駅を経由して直通する路線は浜松駅で分割し、別々の車輛でそれぞれ運行される。その為上りは全て浜松駅ゆき、下りは全て浜松駅発となる。
- 浜松駅バスターミナルでは、運行間隔を調整するため、定時よりも遅らせて発車する調整運行となる場合も有る。
- 実施時間は16:40～21:00。
- 2010年より音声合成の「お知らせ放送」機能[7]に「浜松まつりに伴い今から迂回する」という旨のデータがまつりシーズン限定で追加され、運転手の判断により使用されるようになった。なお、たこ直の案内は以前より4月～5月に通常の音声合成でも広告扱いで流れるが、2010年より「本日はたこ直を運行しています」という旨のお知らせ放送が追加され、まつり当日に流されている。

以下に主な系統と迂回を述べる。（太字のバス停間は記載のバス停以外乗降不可）

年度により設定の細かい差異があるが、軽微な改定については反映していないので注意。
- 広沢系統（浜松駅 - 田町 - 市役所南 - 鹿谷町 - 市立高校 - 各方面）

浜松駅 - 広小路（上りのみ） - 県総合庁舎 - 消防局 - 鹿谷町（下りのみ臨時ポール） - 市立高校 - 各方面
- 舘山寺街道系統（浜松駅 - 市役所南 - 鹿谷町 - 浜松北高 - 浜松学院大学 - 各方面）

浜松駅 - 広小路（上りのみ） - 県総合庁舎 - 消防局 - [臨時]浜松北高 - 浜松学院大学 - 各方面
- 姫街道系統・48和合西山線の北高系統（浜松駅 - 市役所南 - 鹿谷町 - 浜松北高 - さいが崖 - 六間坂上 - 静岡大学 - 各方面）

浜松駅 - 広小路（上りのみ） - 県総合庁舎 - 消防局 - [臨時]浜松北高（上りのみ） - さいが崖（上りのみ） - 六間坂上 - 静岡大学 - 各方面
- 48和合西山線の下池川系統（浜松駅 - 広小路 - 常盤町 - 市役所前 - 消防局 - 下池川町 - 六間追分 - 六間坂上 - 静岡大学 - 西山）

浜松駅 - 広小路（上りのみ） - 県総合庁舎 - 消防局 - 下池川町 - 六間追分 - 六間坂上 - 静岡大学 - 各方面
- 常楽寺系統（浜松駅 - 市役所前 - 常楽寺 - 各方面）

浜松駅 - 広小路（上りのみ） - 県総合庁舎 - [臨時]常楽寺 - 各方面
- 61内野台線（浜松駅 - 田町 - 元浜町 - 常楽寺入口 - 高林 - 内野台車庫）

浜松駅 - 広小路（上りのみ） - 県総合庁舎 - 常楽寺入口 - 高林 - 内野台車庫
- 遠州病院系統（浜松駅 - 広小路 - 県総合庁舎 - 遠州病院前 - 文化芸術大学 - 各方面）

浜松駅 - 広小路（上りのみ） - 県総合庁舎 - 遠州病院前 - 文化芸術大学 - 各方面
- 新町系統（浜松駅 - 広小路 - 新町 - 松江町 - 相生 - 各方面）

（上り）通常経路
（下り）浜松駅→松江町南→相生→各方面
- アクトシティ系統（浜松駅 - アクトシティ - 松江町南 - 相生南 - 各方面）

浜松駅 - アクトシティ（上りのみ） - 松江町南 - 相生南 - 各方面
- 6大塚ひとみヶ丘線（浜松駅 - 向宿町 - 新貝住宅）

通常経路
- 1遠州浜蜆塚線（浜松駅 - 河合楽器 - 竜禅寺小学校 - 南営業所 - 遠州浜温泉）

浜松駅 - 砂山東 - 竜禅寺小学校 - 南営業所 - 遠州浜温泉
- 5三島江之島線（浜松駅 - 寺島町公会堂 - 楊子橋 - 三島町 - 南区役所）

浜松駅 - 寺島町公会堂 - 浜松神社西 - [臨時]三島町 - 南区役所
- 4中田島線（浜松駅 - 寺島町公会堂 - 中田島砂丘 - 中田島車庫）

（17時まで）浜松駅 - 寺島町公会堂 - 中田島砂丘（短縮運転）
（17時以降）浜松駅 - 寺島町公会堂 - 中田島砂丘 - 中田島車庫（通常経路）
- 16-4小沢渡線（浜松駅 - 旅篭町 - 成子坂 - 大厳寺橋 - 春日町 - 小沢渡方面）

浜松駅 - 大厳寺橋 - 春日町 - 小沢渡方面
- 10・12浜名線（浜松駅 - 旅篭町 - 成子坂 - 武道館 - 高塚方面）

浜松駅 - [臨時]成子坂 - 武道館 - 高塚方面
- 20志都呂宇布見線（浜松駅 - 旅篭町 - 成子坂 - 伊場遺跡 - 志都呂方面）

浜松駅 - 成子坂（上りは臨時） - 伊場遺跡 - 志都呂方面
- 鴨江系統（浜松駅- 教育文化会館 - 中部電力 - 鴨江方面）

浜松駅 - 成子坂（上りは臨時） - 中部電力 - 鴨江方面
- 0遠州浜蜆塚線（浜松駅 - ゆりの木通り - 高町 - 秋葉坂下 - JA蜆塚支店 - 佐鳴台団地）

（上り）佐鳴台団地→[臨時]JA蜆塚支店→中部電力→[臨時]成子坂→浜松駅
（下り）浜松駅→成子坂→高町→秋葉坂下→JA蜆塚支店→佐鳴台団地
以上のように、路線によっては大幅に経路が変わるので注意が必要である。

## その他の浜松まつりに関する輸送
新型コロナウイルス感染症以前の状況について記述する。
凧場では関係者の輸送のため、たこ直乗り場である浜松まつり会館北側駐車場とは別に浜松まつり会館南側駐車場を貸切バス発着所としている。通常の貸切バスでは各町と車両を紐づけての輸送となるが、凧場では輸送の効率化のため帰町する順に先発車両からの配車となる。そのため往路と復路で充当車両が異なる。
遠鉄電車では、夕方以降に4両増結運転を行う他、臨時ダイヤでの運行となる。遠鉄電車が臨時ダイヤとなる年中行事は浜松まつりの他に鹿島の花火も存在する。